# Bakken-Formation
Die Bakken-Formation ist eine etwa 40 m mächtige Mineralöl führende geologische Formation aus dem späten Devon bis frühen Mississippium. Sie umfasst etwa 520.000 km² unter der Oberfläche des Williston-Beckens, welches Teile von Saskatchewan und Manitoba in Kanada sowie Teile von Montana, North Dakota und South Dakota in den USA umfasst. Aufschlüsse an der Erdoberfläche existieren nicht, die Bakken-Formation liegt meist in Tiefen um 3 km. Die Formation wurde erstmals 1953 durch den Geologen J. W. Nordquist beschrieben und wurde benannt nach Henry Bakken, einem Bauern aus Tioga im Nordwesten von North Dakota, auf dessen Land die Formation entdeckt wurde.

## Geologie
Die Bakken-Formation besteht typischerweise aus einer oberen Schicht Schwarzschiefer, einem mittleren siltigen Dolomit und einer unteren Schwarzschiefer-Schicht.
Die Erdölvorkommen in der Bakken-Formation entsprechen nicht dem Modell der klassischen Erdölfalle, sondern werden als kontinuierliche Erdölakkumulation (englisch Continuous Petroleum Accumulation) angesehen.

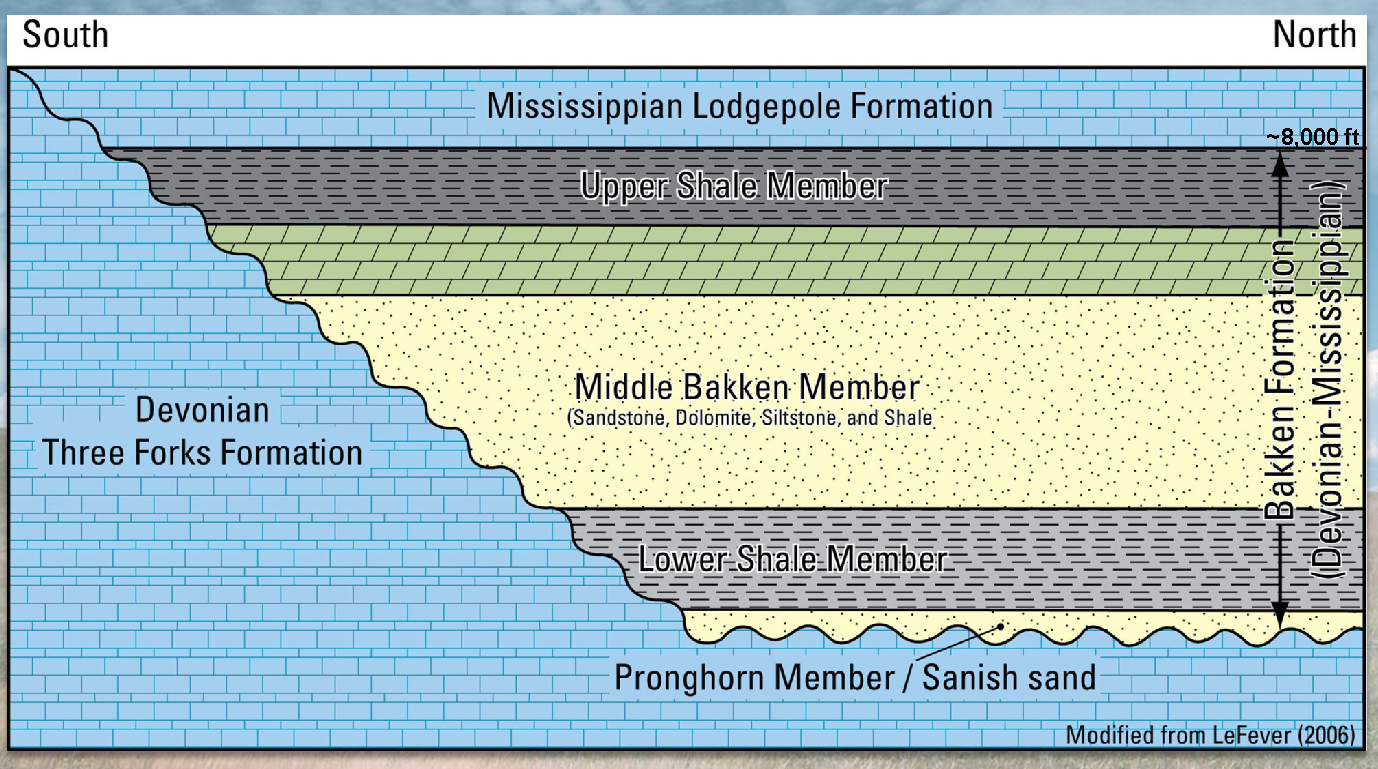
Stratigraphie der Bakken-Formation

 Lange Zeit waren die Reserven ohne größere Bedeutung, da es zunächst in Texas, Kalifornien sowie im Golf von Mexiko große neue Förderprojekte gab. Der gestiegene Preis der Ölkrise von 1973 erlaubte es den Konzernen auch weltweit in die Offshore-Bohrung zu investieren. Im 21. Jahrhundert hingegen wurde die Formation durch permanente Verbesserung in der Technologie des Fracking sowie einem wieder gestiegenem Ölpreis zu einer äußerst lukrativen Quelle für Öl. Zudem sollte damit der deutliche Rückgang der Förderung in den USA verlangsamt werden.

## Wirtschaft
Der vorläufige Höhepunkt der Ölförderung aus der Bakken-Formation wurde im Dezember 2014 erreicht. Er ist das Resultat des niedrigen Ölpreises, welcher durch OPEC-Überproduktion sowie später durch deutliche Rückgänge im Export ausgelöst wurde. Die Förderung erstreckt sich zwar über mehrere Bundesstaaten, jedoch fast der gesamte Anteil der Förderung findet in North Dakota statt. So wurden im Dezember 2014 in ganz North Dakota insgesamt 37,855 Millionen Barrel gefördert.
Im Februar 2017 lag die Menge lediglich bei 28,549 Millionen Barrel, konnte bis August 2017 gemeinsam mit steigender Anzahl an Bohrungen jedoch wieder bis auf 33,098 Millionen Barrel erhöht werden. Von der Bohrung bis zur Förderung vergehen meist Monate, teilweise Jahre, die deutlich erholte Gesamtförderung in den USA deutet auf weitere Erholung hin. Das Gebiet ist riesig aber praktisch unbewohnt in den Fördergebieten.
Zum Vergleich lag die Fördermenge in South Dakota bzw. Montana im Dezember 2014 bei 0,16 Millionen Barrel bzw. 2,671 Millionen. Bis August 2017 erholte sich die Förderung langsam aber stetig und lag wieder etwas höher bei 0,11 Millionen Barrel in South Dakota bzw. in Montana bei 1,696 Millionen Barrel.